# 香港大学本部ビル

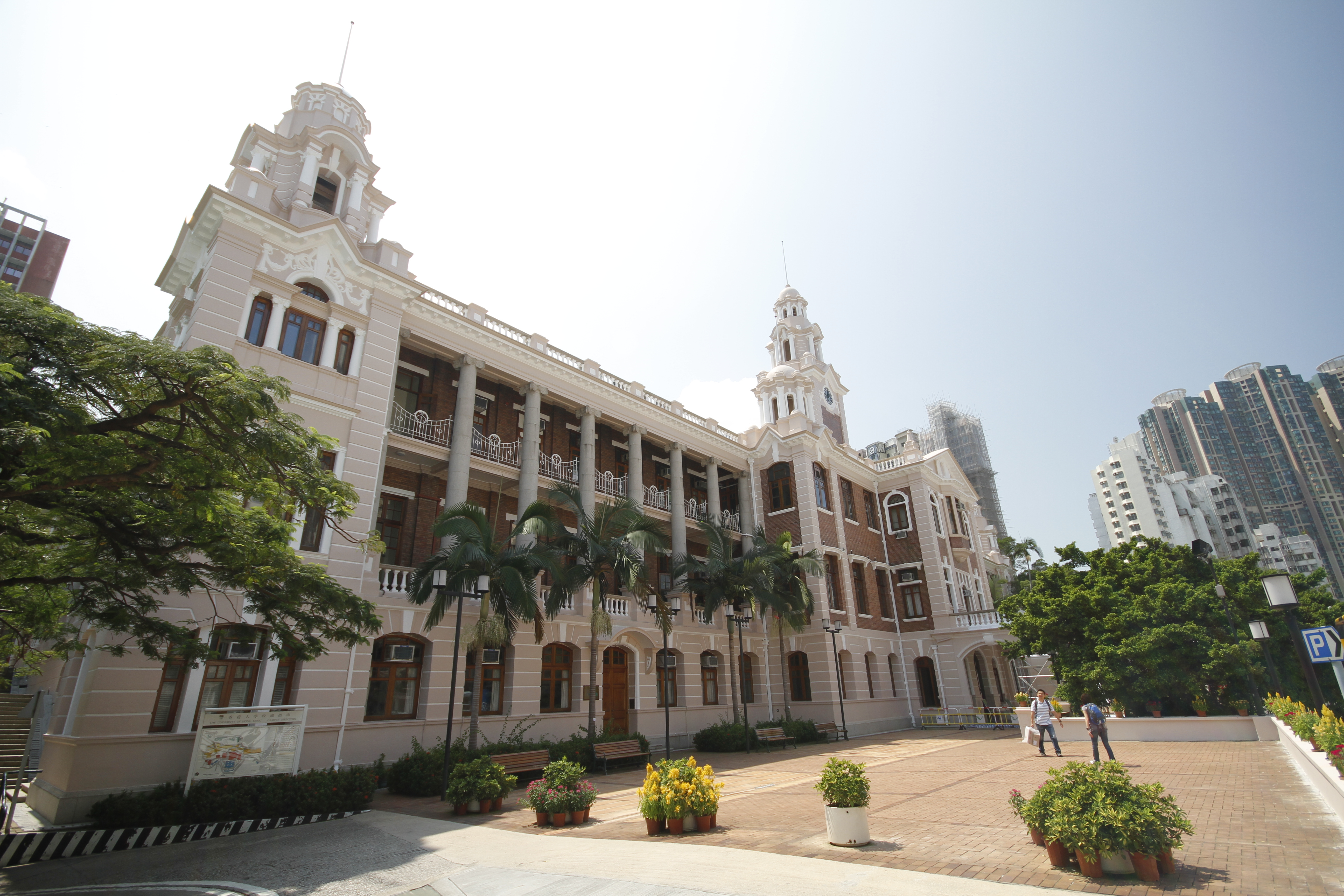
大学本部ビル

香港大学本部ビル（ホンコンだいがくほんぶビル、中国語: 香港大學本部大樓、英語: Main Building of The University of Hong Kong）は香港大学の最も古い建築であり、1985年からは香港法定古蹟にリストアップされている。
この建物は1912年3月11日に竣工し、当時は香港大学唯一の建築物だった。太平洋戦争中、香港大学本部ビルは旧日本軍に徴用され、病院として使われた。屋根は取り壊され、燃料として燃やされた。1958年、香港大学本部ビルは増築された。
映画『ラスト、コーション』のロケ地だった。